# نيكوليتا كيرياكوبولو
نيكوليتا كيرياكوبولو (يوناني:Νικολέτα Κυριακοπούλου، من مواليد 21 مارس 1986) لاعبة العاب قوى يونانية متخصصة في رياضة القفز بالزانة فازت بالميدالية البرونزية في
بطولة العالم لألعاب القوى 2015 في بكين حيث استطاعت الوصول إلى 4.80 متر. خلال موسم 2015 ، وضعت خمسة سجلات يونانية (داخلية وخارجية) رفعت رقمها الشخصي بالوصول إلى إرتفاع 4.83 متر. في نفس العام أصبحت أول رياضية يونانية تفوز بطولة الدوري الماسي لألعاب القوى 2015.  في موسم سباقات المضمار والميدان الداخلي لعام 2019، فازت بأول ميدالية لها بحصولها على الميدالية البرونزية في بطولة أوروبا لألعاب القوى داخل الصالات في غلاسكو بتحقيقها قفزة بلغ ارتفاعها 4.65 متر.
شاركت نيكوليتا في أربع دورات الأولمبية (2008، 2012، 2016 و2020). أفضل نتائجها ضمن الألعاب الأولمبية كانت خلال مشاركتها في حدث القفز بالزانة في دورة الألعاب الأولمبية الصيفية 2020 في طوكيو، اليابان حيث احتلت المركز الثامن. لم تشارك كيرياكوبولو في أولمبياد ريو بسبب الإصابة. ثم ابتعدت عن النشاط الرياضي، فحملت وأنجبت ابنتها في عام 2017. وعادت إلى المنافسة في عام 2018 في سباقات المضمار والميدان الداخلية، محققة قفزة قدرها 4.65 متر، بينما حققت في صيف 2018 أداء 4.80 متر. م، فازت بالميدالية الفضية في بطولة الألعاب الأوروبية في برلين.

## أفضل الأرقام الشخصية
| الحدث                         | سجل      | تاريخ          | مكان     |
| ----------------------------- | -------- | -------------- | -------- |
| القفز بالزانة في الهواء الطلق | 4.83 متر | 4 يوليو 2015   | باريس    |
| القفز بالزانة داخل الصالات    | 4.81 متر | 17 فبراير 2016 | ستوكهولم |

## نتائجها في المسابقات
| عام                                    | المسابقة                                      | المكان                                 | المركز                                 | الحدث                                                                  |                                        |
| تمثل بلد اليونان في بطولات ألعاب القوى | تمثل بلد اليونان في بطولات ألعاب القوى        | تمثل بلد اليونان في بطولات ألعاب القوى | تمثل بلد اليونان في بطولات ألعاب القوى | تمثل بلد اليونان في بطولات ألعاب القوى                                 | تمثل بلد اليونان في بطولات ألعاب القوى |
| -------------------------------------- | --------------------------------------------- | -------------------------------------- | -------------------------------------- | ---------------------------------------------------------------------- | -------------------------------------- |
| 2004                                   | بطولة العالم للناشئين لألعاب القوى 2004       | غروسيتو، إيطاليا                       | 6                                      | 4.00 متر                                                               |                                        |
| 2005                                   | بطولة أوروبا لألعاب القوى للناشئين 2005       | كاوناس                                 | 7                                      | 4.00 متر                                                               |                                        |
| 2007                                   | الألعاب الجامعية                              | بانكوك                                 | 13 (تصفيات)                            | 3.90 م                                                                 |                                        |
| 2008                                   | ألعاب القوى في الألعاب الأولمبية الصيفية 2008 | بكين                                   | 27 (تصفيات)                            | ألعاب القوى في الألعاب الأولمبية الصيفية 2008 – القفز بالزانة للسيدات ‏ |                                        |
| 2009                                   | ألعاب القوى خلال الألعاب المتوسطية 2009 ‏      | بسكارا                                 | الميدالية الذهبية                      | ألعاب القوى خلال الألعاب المتوسطية 2009 ‏ GR                            |                                        |
| 2009                                   | بطولة العالم لألعاب القوى 2009                | برلين                                  | 19 (تصفيات)                            | بطولة العالم لألعاب القوى 2009 – سيدات القفز بالزانة ‏                  |                                        |
| 2010                                   | بطولة العالم لألعاب القوى داخل الصالات 2010   | الدوحة                                 | 2 (تصفيات)                             | 4.45 m                                                                 |                                        |
| 2010                                   | بطولة أوروبا لألعاب القوى 2010                | برشلونة                                | 13 (تصفيات)                            | بطولة أوروبا لألعاب القوى 2010 – سيدات القفز بالزانة ‏                  |                                        |
| 2011                                   | بطولة أوروبا لألعاب القوى داخل الصالات 2011   | باريس                                  | 9                                      | بطولة أوروبا لألعاب القوى داخل الصالات 2011 – سيدات القفز بالزانة ‏     |                                        |
| 2011                                   | بطولة العالم لألعاب القوى 2011                | دايغو                                  | 8                                      | بطولة العالم لألعاب القوى 2011 – سيدات القفز بالزانة ‏                  |                                        |
| 2012                                   | بطولة أوروبا لألعاب القوى 2012                | هلسنكي                                 | الميدالية البرونزية                    | 4.60 m                                                                 |                                        |
| 2012                                   | ألعاب القوى في الألعاب الأولمبية الصيفية 2012 | لندن                                   | 19 (تصفيات)                            | ألعاب القوى في الألعاب الأولمبية الصيفية 2012 – القفز بالزانة للسيدات ‏ |                                        |
| 2013                                   | بطولة أوروبا لألعاب القوى داخل الصالات 2013   | غوتنبرغ                                | 10 (تصفيات)                            | بطولة أوروبا لألعاب القوى داخل الصالات 2013 – سيدات القفز بالزانة ‏     |                                        |
| 2013                                   | بطولة العالم لألعاب القوى 2013                | موسكو                                  | 13 (تصفيات)                            | بطولة العالم لألعاب القوى 2013 – سيدات القفز بالزانة ‏                  |                                        |
| 2014                                   | بطولة العالم لألعاب القوى داخل الصالات 2014   | سوبوت                                  | 12                                     | 4.30 m                                                                 |                                        |
| 2014                                   | بطولة أوروبا لألعاب القوى 2014                | زيورخ                                  | 7                                      | 4.35 m                                                                 |                                        |
| 2015                                   | بطولة أوروبا لألعاب القوى داخل الصالات 2015   | براغ                                   | 5                                      | 4.50 m                                                                 |                                        |
| 2015                                   | بطولة العالم لألعاب القوى 2015                | بكين                                   | الميدالية البرونزية                    | 4.80 m                                                                 |                                        |
| 2015                                   | دوري ماسي 2015 ‏                               | دوري ماسي 2015 ‏                        | الميدالية الذهبية                      | دوري ماسي 2015 ‏                                                        |                                        |
| 2016                                   | بطولة العالم لألعاب القوى داخل الصالات 2016 ‏  | بورتلاند (أوريغون)                     | 6                                      | 4.60 m                                                                 |                                        |
| 2016                                   | بطولة أوروبا لألعاب القوى 2016 ‏               | أمستردام                               | 4                                      | 4.55 m                                                                 |                                        |
| 2018                                   | ألعاب قوى في ألعاب البحر الأبيض المتوسط 2018 ‏ | طراغونة                                | الميدالية البرونزية                    | 4.31 m                                                                 |                                        |
| 2018                                   | بطولة أوروبا لألعاب القوى 2018 ‏               | برلين                                  | الميدالية الفضية                       | 4.80 متر                                                               |                                        |
| 2019                                   | بطولة أوروبا لألعاب القوى داخل الصالات 2019 ‏  | غلاسكو                                 | الميدالية البرونزية                    | 4.65 m                                                                 |                                        |

## روابط خارجية
- نيكوليتا كيرياكوبولو على موقع الاتحاد الدولي لألعاب القوى (الإنجليزية)
- نيكوليتا كيرياكوبولو على موقع الدوري الماسي (الإنجليزية)
- نيكوليتا كيرياكوبولو على موقع اللجنة الأولمبية الدولية (الإنجليزية)
- نيكوليتا كيرياكوبولو على موقع أوليمبيديا (الإنجليزية)